# 462 (số)
462 (bốn trăm sáu mươi hai) là một số tự nhiên ngay sau 461 và ngay trước 463.